# Francisco Martins da Costa Pereira Jerónimo

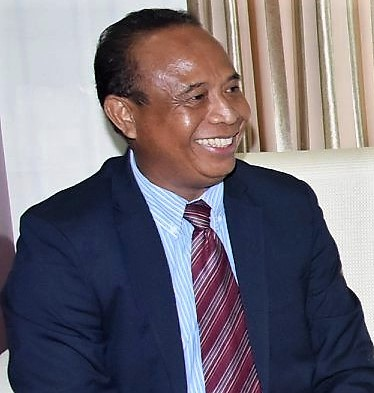
Francisco Martins da Costa Pereira Jerónimo (2020)

Francisco Martins da Costa Pereira Jerónimo (* 18. April 1963 in Uatucarbau, Portugiesisch-Timor) ist ein Politiker aus Osttimor. Er ist Mitglied der FRETILIN.

## Werdegang

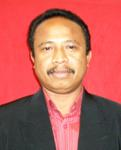
Jerónimo (2007)

Jerónimo hat ein Studium in Bildungswissenschaften abgeschlossen und ist Lehrer.
Jerónimo wurde bei den Wahlen 2001 auf Platz 13 der FRETILIN-Liste in die Verfassunggebende Versammlung gewählt, aus der mit der Entlassung in die Unabhängigkeit am 20. Mai 2002 das Nationalparlament Osttimors wurde. In der Versammlung sprach er sich gegen die Definition der Altersgruppe von Kindern innerhalb der Verfassung aus und plädierte für eine gesetzliche Vorgabe. Die Definition wurde nicht in die Verfassung aufgenommen. Im Nationalparlament war Jerónimo Vizepräsident der Kommission E (Kommission für Beseitigung der Armut, ländliche und regionale Entwicklung und Gleichstellung der Geschlechter).
Bei den Parlamentswahlen in Osttimor 2007 gelang Jerónimo auf Platz 21 der FRETILIN-Liste der Wiedereinzug in das Parlament. In der 2. Legislaturperiode war er Mitglied der Kommission für Gesundheit, Bildung und Kultur (Kommission F). Bei den Parlamentswahlen in Osttimor 2012 trat Jerónimo nicht mehr als Kandidat an.
2009 war Jerónimo Mitglied der Nationalen AIDS-Kommission.

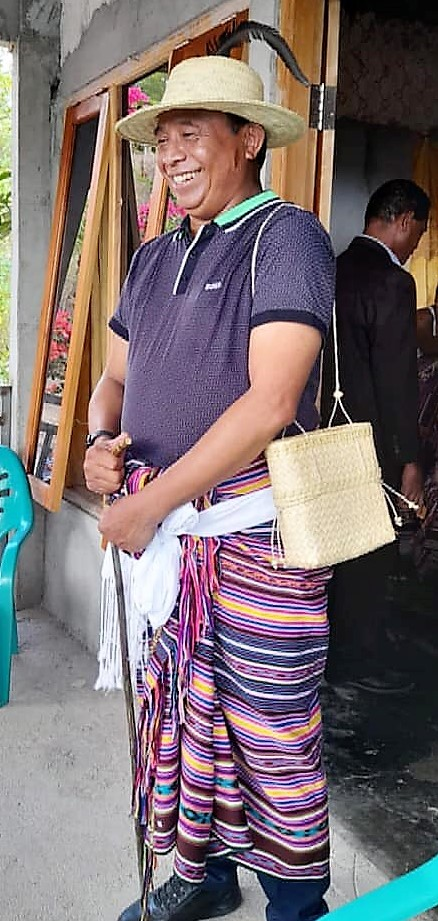
Jerónimo in Saelari (2022)

Am 24. Februar 2018 wurde Jerónimo zum neuen Präsidenten der Federação Futebol Timor-Leste (FFTL) gewählt. Außerdem war er von 2016 bis 2020 Generalkonsul Osttimors im indonesischen Kupang.
Am 29. Mai 2020 wurde Jerónimo zum Minister für parlamentarische Angelegenheiten und Medien (Ministro dos Assuntos Parlamentares e Comunicação Social) in der VIII. Regierung vereidigt. Das Ministeramt hatte er bis zum Ende der Legislaturperiode am 30. Juni 2023 inne.
Am 18. Mai 2022 verklagte Jerónimo Francisco Belo Simões da Costa, den Chefredakteur des Online-Nachrichtenportals Hatutan.com, nachdem dieser einen Artikel über Korruption und die angebliche Beteiligung des Ministers an einem betrügerischen Projekt zur Installation von Set-Top-Boxen veröffentlicht hatte.